# Ectopioglossa mutata
Ectopioglossa mutata är en stekelart som beskrevs av Gusenleitner 1991. Ectopioglossa mutata ingår i släktet Ectopioglossa och familjen Eumenidae. Inga underarter finns listade i Catalogue of Life.